# پالوما (آریزونا)
پالوما (به انگلیسی: Palomas) یک منطقهٔ مسکونی در ایالات متحده آمریکا است که در شهرستان یوما، آریزونا واقع شده‌است. پالوما ۱۲۴ متر بالاتر از سطح دریا واقع شده‌است.